# Prangos tschimganica
Prangos tschimganica är en flockblommig växtart som beskrevs av Boris Fedtjenko. Prangos tschimganica ingår i släktet Prangos och familjen flockblommiga växter. Inga underarter finns listade i Catalogue of Life.